# Trofeo Ses Salines-Campos-Porreres-Felanitx 2019
La 28e édition du Trofeo Ses Salines-Campos-Porreres-Puig de San Salvador a lieu le 31 janvier 2019, sur un parcours de 180,5 kilomètres tracé dans les Îles Baléares en Espagne, entre Ses Salines et Felanitx. La course est la première manche du Challenge de Majorque 2019 et fait partie du calendrier UCI Europe Tour 2019 en catégorie 1.1 et de la Coupe d'Espagne. Elle fut remportée par l'Espagnol Jesús Herrada de l'équipe Cofidis.

## Présentation

### Équipes
24 équipes participent à la course - 6 WorldTeams, 10 équipes continentales professionnelles, 7 équipes continentales et l'équipe nationale espagnole :
| UCI WorldTeams  | UCI WorldTeams      | UCI WorldTeams |
| Nom de l'équipe | Pays                | Code           |
| --------------- | ------------------- | -------------- |
| Movistar        | Espagne             | MTS            |
| Lotto-Soudal    | Belgique            | LTS            |
| Katusha-Alpecin | Suisse              | TKA            |
| Trek-Segafredo  | États-Unis          | TFS            |
| UAE Emirates    | Émirats arabes unis | UAD            |
| Bora-Hansgrohe  | Allemagne           | BOH            |

| Équipes continentales professionnelles | Équipes continentales professionnelles | Équipes continentales professionnelles |
| Nom de l'équipe                        | Pays                                   | Code                                   |
| -------------------------------------- | -------------------------------------- | -------------------------------------- |
| Arkéa-Samsic                           | France                                 | PCB                                    |
| Caja Rural-Seguros RGA                 | Espagne                                | CJR                                    |
| Cofidis                                | France                                 | COF                                    |
| Euskadi Basque Country-Murias          | Espagne                                | EUS                                    |
| Direct Énergie                         | France                                 | TDE                                    |
| Israel Cycling Academy                 | Israël                                 | ICA                                    |
| Rally UHC                              | États-Unis                             | RLY                                    |
| Roompot-Charles                        | Pays-Bas                               | ROC                                    |
| Sport Vlaanderen-Baloise               | Belgique                               | SVB                                    |
| Wanty-Gobert                           | Belgique                               | TFS                                    |

| Équipes continentales     | Équipes continentales | Équipes continentales |
| Nom de l'équipe           | Pays                  | Code                  |
| ------------------------- | --------------------- | --------------------- |
| Amore & Vita-Prodir       | Lettonie              | AMO                   |
| Bike Aid                  | Allemagne             | BAI                   |
| Canyon DHB-Bloor Homes    | Royaume-Uni           | DHB                   |
| EvoPro Racing             | Irlande               | EVO                   |
| Fundación Euskadi         | Espagne               | EUK                   |
| Interpro Cycling Academy  | Japon                 | IPC                   |
| Sauerland NRW-SKS Germany | Allemagne             | SVL                   |

| Équipe nationale | Équipe nationale | Équipe nationale |
| Nom de l'équipe  | Pays             | Code             |
| ---------------- | ---------------- | ---------------- |
| Espagne          | Espagne          |                  |

## Classement final
| \| Classement général \| Classement général \| Classement général \| Classement général \| Classement général \| \| Coureur \| Coureur \| Pays \| Équipe \| Temps \| \| ------------------ \| ------------------ \| ------------------ \| -------------------------- \| ------------------ \| \| 1er \| Jesús Herrada \| Espagne \| Cofidis, Solutions Crédits \| 4 h 12 min 29 s \| \| 2e \| Guillaume Martin \| France \| Wanty-Gobert \| + 11 s \| \| 3e \| Bauke Mollema \| Pays-Bas \| Trek-Segafredo \| + 11 s \| \| 4e \| Alejandro Valverde \| Espagne \| Movistar Team \| + 11 s \| \| 5e \| Tim Wellens \| Belgique \| Lotto-Soudal \| + 13 s \| \| 6e \| Sergio Higuita \| Colombie \| Fundación Euskadi \| + 13 s \| \| 7e \| Patrick Konrad \| Autriche \| Bora-Hansgrohe \| + 13 s \| \| 8e \| Fabio Aru \| Italie \| UAE Team Emirates \| + 16 s \| \| 9e \| Warren Barguil \| France \| Arkéa-Samsic \| + 16 s \| \| 10e \| Rafał Majka \| Pologne \| Bora-Hansgrohe \| + 16 s \| |                    |          |                            |                 |
| |                    |          |                            |                 |
| Source : ProCyclingStats |                    |          |                            |                 |
| Classement général |                    |          |                            |                 |
| Coureur | Coureur            | Pays     | Équipe                     | Temps           |
| 1er | Jesús Herrada      | Espagne  | Cofidis, Solutions Crédits | 4 h 12 min 29 s |
| 2e | Guillaume Martin   | France   | Wanty-Gobert               | + 11 s          |
| 3e | Bauke Mollema      | Pays-Bas | Trek-Segafredo             | + 11 s          |
| 4e | Alejandro Valverde | Espagne  | Movistar Team              | + 11 s          |
| 5e | Tim Wellens        | Belgique | Lotto-Soudal               | + 13 s          |
| 6e | Sergio Higuita     | Colombie | Fundación Euskadi          | + 13 s          |
| 7e | Patrick Konrad     | Autriche | Bora-Hansgrohe             | + 13 s          |
| 8e | Fabio Aru          | Italie   | UAE Team Emirates          | + 16 s          |
| 9e | Warren Barguil     | France   | Arkéa-Samsic               | + 16 s          |
| 10e | Rafał Majka        | Pologne  | Bora-Hansgrohe             | + 16 s          |

## Classements UCI
La course attribue aux coureurs pour le Classement mondial UCI 2019 selon le barème suivant :
| Position           | 1er | 2e | 3e | 4e | 5e | 6e | 7e | 8e | 9e | 10e | 11e | 12e | 13e à 15e | 16e à 25e |
| Classement général | 125 | 85 | 70 | 60 | 50 | 40 | 35 | 30 | 25 | 20  | 15  | 10  | 5         | 3         |